# Libertas Football Club 1910-1911
Questa pagina raccoglie i dati riguardanti il Libertas Football Club nelle competizioni ufficiali della stagione 1910-1911.

## Rosa
| N. |                   | Ruolo | Calciatore           |
| -- | ----------------- | ----- | -------------------- |
|    | Italia (bandiera) | P     | Cappellaro           |
|    | Italia (bandiera) | D     | Ciovini              |
|    | Italia (bandiera) | C     | Carlo Galetti        |
|    | Italia (bandiera) | A     | Lucchetti (I)        |
|    | Italia (bandiera) | D     | Lucchetti (II)       |
|    | Italia (bandiera) | P     | Dante Patani (I)     |
|    | Italia (bandiera) | D     | E. Pedraglio (I)     |
|    | Italia (bandiera) | C     | Luigi Pedraglio (II) |

| N. |                     | Ruolo | Calciatore        |
| -- | ------------------- | ----- | ----------------- |
|    | Italia (bandiera)   | A     | Luciano Piatti    |
|    | Italia (bandiera)   | D     | Alessandro Radice |
|    | Italia (bandiera)   | A     | Lorenzo Rossi     |
|    | Italia (bandiera)   | A     | Paolo Scheidler   |
|    | Italia (bandiera)   | C     | Rigoletto Trezzi  |
|    | Svizzera (bandiera) | A     | E. Weiss (I)      |
|    | Svizzera (bandiera) | A     | G. Weiss (II)     |